# Every Six Seconds
Every Six Seconds – drugi album studyjny amerykańskiej grupy Saliva, po raz pierwszy wydany 27 marca 2001 roku przez wytwórnię Island Records po wygraniu przez grupę konkursu na kontrakt płytowy. Zawiera dwanaście utworów, z których dwa: Superstar oraz Click Click Boom wykorzystano w ścieżce dźwiękowej filmu Szybcy i wściekli, nie wymieniono ich jednakże w napisach. W specjalnym wydaniu DVD albumu jako bonus znalazło się nagranie teledysku do utworu Click Click Boom.

## Lista utworów
1. „Superstar” – 4:03
2. „Musta Been Wrong” – 3:33
3. „Click Click Boom” – 4:12
4. „Your Disease” – 4:00
5. „After Me” – 3:52
6. „Greater Than/Less Than” – 4:50
7. „Lackluster” – 5:12
8. „Faultline” – 3:49
9. „Beg” – 3:40
10. „Hollywood” – 3:50
11. „Doperide” – 3:26
12. „My Goodbyes” – 6:29

## Twórcy

### Muzycy
- Josey Scott – śpiew
- Chris Dabaldo – gitara
- Wayne Swinny – gitara, banjo, gitara stalowa, mandolina
- Dave Novotny – gitara basowa
- Paul Crosby – perkusja

### Personel techniczny
- Bob Marlette – produkcja, realizacja nagrań, miks
- Steven Thompson – miks
- John Goodmanson – miks
- George Marino – mastering
- Jason Noto – okładka
- Joseph Cultice – zdjęcia